# La Grande Paulette
Pour plus de détails, voir Fiche technique et Distribution.
La Grande Paulette est un film français réalisé par Gerald Calderon et sorti en 1974.

## Synopsis
Un couple achète une poupée gonflable, qui va finir par prendre une place de plus en plus importante dans leur vie commune.

## Fiche technique
Source IMDb
- Réalisation : Gerald Calderon
- Scénario :  Gérald Calderon, Didier Kaminka
- Producteur : Alain Poiré
- Production : Les Productions de la Guéville
- Distribution : Gaumont
- Photographie : Pierre Guéguen
- Musique : Georges Prost
- Affiche : Claire Bretécher
- Langue : français
- Pays de production : France
- Genre : Comédie
- Format : Couleur - son Mono - 35 mm
- Durée : 75 minutes (1 h 15)[2]
- Date de sortie : 
  - France : 24 avril 1974

## Distribution
Source IMDb
- Michael Lonsdale : Paul
- Catherine Samie : Denise
- Didier Kaminka : Le flic efféminé
- Nicole Jamet : Madeleine
- Yves Barsacq : Djibouti
- Georges Beller : Le premier gangster
- Yves Robert : Le voyageur
- Luis Rego : Luis